# Marino Baždarić
Marino Baždarić (Fiume, 25 novembre 1978) è un ex cestista croato.

## Carriera
Con la Croazia ha disputato i Campionati europei del 2003.

## Palmarès
- Campionato croato: 1

Cedevita Zagabria: 2013-14
- Coppa di Slovenia: 2

Union Olimpija: 2003, 2005
- Supercoppa slovena: 1

Union Olimpija: 2004
- Coppa di Croazia: 1

Cedevita Zagabria: 2012